# Benperidol
Benperidol ist ein Arzneistoff aus der Gruppe der Butyrophenone, der in der Psychiatrie als Neuroleptikum zur Behandlung von Schizophrenien eingesetzt wird.
Seit Mitte 2005 die Zulassung für das noch etwas wirkstärkere Trifluperidol (ehemaliges Handelspräparat Triperidol) erloschen ist, stellt Benperidol unter allen in  Europa verfügbaren Neuroleptika die Substanz mit der höchsten neuroleptischen Potenz dar.

## Anwendung
Benperidol wird eingesetzt bei:
- akuten psychotischen Syndromen
- Halluzinationen
- Denkstörungen und Ich-Störung
- katatonen Syndromen
- deliranten und anderen exogen psychotischen Syndromen
- Maniformen Syndromen
- Psychomotorischen Erregungszuständen

und außerdem zur Symptomsuppression und Rezidivprophylaxe bei chronischen endogenen und exogenen Psychosen.

## Wirkungsmechanismus
Benperidol weist wie die anderen hochpotenten Butyrophenone vor allem eine starke Affinität zum D2-Rezeptor auf. Seine blockierende Wirkung auf die dopaminerge Übertragung in den Basalganglien ist so stark, dass bei einer Verabreichung von Benperidol der Patient fast immer unter den typischen Begleiteffekten – wie dem extrapyramidalen Syndrom, z. B. Akathisien, Dyskinesien, Parkinsonoide usw. – zu leiden hat. Daher macht eine Benperidol-Applikation oft auch die Gabe von Anticholinergika wie z. B. Biperiden nötig, deren mögliche halluzinogene Effekte die ursprünglich beabsichtigte Wirkung abschwächen können.
Eine gefährliche Komplikation ist das potenziell tödliche maligne neuroleptische Syndrom, das unter Benperidol aufgrund seiner hohen neuroleptischen Potenz häufiger auftritt als bei anderen Neuroleptika.

## Nebenwirkungen
Als unerwünschte Wirkungen können auftreten:
- Passagere Erhöhung der Leberenzymaktivität
- Müdigkeit / Benommenheit
- reflektartige Beschleunigung der Herzfrequenz
- QT-Intervallverlängerung
- ventrikuläre Arrhythmien

## Wechselwirkungen
Folgende Wechselwirkungen sind beschrieben:
- Mit Peptid-Antibiotika Verstärkung der Atemdepression
- Mit Methyldopa Verstärkung der Effekte auf das Zentralnervensystem
- Bei gleichzeitiger Gabe von Disulfiram in Kombination mit Alkoholgenuss Schwächung der Wirksamkeit des Disulfirams
- Reaktion auf Gonadorelin wird vermindert
- Mit hohen Dopamin-Dosen Verminderung der peripheren Vasokonstriktion
- Mit Psychostimulanzien des Amphetamin-Typs Verminderung der stimulierenden Effekte sowie der Effekte des Benperidols

## Kontraindikationen
Gegenanzeigen sind: Komatöse Zustände, Parkinson-Syndrom, malignes neuroleptisches Syndrom (s. o.), Schwangerschaft / Stillzeit.

## Therapeutischer Stellenwert
Benperidol gilt wegen seiner in aller Regel sehr ausgeprägten unerwünschten Wirkungen nur noch als Reservemittel der Schizophreniebehandlung, dessen Gebrauch stetig zurückgeht, besonders seitdem starke atypische Neuroleptika wie beispielsweise Olanzapin verfügbar sind.

## Handelspräparate
Benperidol ist in Deutschland unter dem Namen Glianimon sowie als Generikum erhältlich.